# Chiesa di San Marco (Ollastra)
La chiesa di San Marco è un edificio religioso situato ad Ollastra, centro abitato della Sardegna centrale. Consacrata al culto cattolico, fa parte della parrocchia di San Sebastiano, arcidiocesi di Oristano.

L'edificio è ubicato su una piccola altura alla periferia del paese. Costruita nel XIII secolo su un terreno donato ai camaldolesi di Bonarcado, la chiesa venne ampliata nel XVI con l'aggiunta di due navate laterali. L'aula ha copertura a capanna realizzata con canne intrecciate sorrette da travi in legno, s'urriu, metodo comunemente usato in Sardegna nel passato.